# Tiv
Tiv (a vegades tivi) és una ètnia de l'est de Nigeria, a la regió del riu Benue. Són al tomb de dos milions i mig de persones la major part a Nigèria (unes desenes de milers al Camerun). Viuen als estats de Benue, Nasarawa i Taraba (abans Benue-Plateau). Abans de 1960 els haussa els anomenaven "munchi", nom que mai fou acceptat pels tivs. Parlen la llengua tiv que pertany a la família Níger-Congo, els parlants de la qual eren 2.200.000 el 1991. El seu govern tradicional està dirigit per un rei (Tor). La seva activitat principal és l'agricultura i el comerç dels productes agrícoles.

## Història
A inicis del segle xix els tivs van emigrar dels seus assentaments al sud-est i centre del modern Camerun cap a la vall del riu Benue i a la meitat del segle xix es trobaven per milers sobretot al que ara l'estat de Benue.
El 1900 es va establir el Protectorat britànic de Nigèria del Nord, un gran estat virtual que incloïa el poble tiv que encara no havia tingut contacte amb els europeus. El primer contacte efectiu amb els europeus el van fer entre novembre de 1907 i abril de 1908 els exploradors del Southern Nigeria Regiment dirigits pel tinent coronel Hugh Trenchard; aquest va oferir regals a alguns caps i posteriorment el comerç a la zona es va desenvolupar a mesura que s'anaven obrint camins; una missionera, Mary Slessor, els va cristianitzar i va facilitar els contactes en els següents anys, vetllant per les necessitats de la població, mentre encara no s'havien construït els camins.
El 1914, es van unir la Colònia i Protectorat de Nigèria del Sud amb el Protectorat de Nigèria del Nord, en una gran entitat. No obstant el 1923 encara la presència colonial a la terra tiv era minsa. Abans de l'esclat de la primera guerra mundial, la terra tiv era més o menys independent de la dominació britànica. Frederick Lugard, el governant britànic, havia intentat posar els tiv sota govern britànic però no ho va aconseguir doncs els tivs consideraven als britànics com estrangers. La raó principal darrere del fracàs britànic cal buscar-la en que el sistema de govern indirecte que va introduir Lugard no podia funcionar entre els tiv en no tenir un govern central; a les terres dels hausses i fulanis la majoria de les tribus eren musulmanes i tenien monarquies que els regien, i el control dels emirs podia significar el control de tot el poble. Els tiv en canvi eren sedentaris però sense estat; hi havia un Orya que era cap de família i també hi havia un consell d'ancians, però no hi havia ningú que pogués optar a la direcció de tota la terra tiv com era el cas en terra Haussa.
Després de molts esforços de l'home blanc amb diverses penetracions a la terra tiv, els britànics van començar la centralització de les persones, buscant l'alteració de l'estructura de poder existent i la creació d'un govern central que fàcilment podrien manejar. Van crear tribus i clans per tot el país Tiv (Tivland). Cada tribu era regida per un cap de tribu i cada clan per un cap de clan. Fins al 1946, la màxima autoritat a la terra tiv fou el cap del clan. El 1936 hi havia 57 clans a la terra tiv (34 el 1933, que havien estat establerts pel capità R M Downes). Amb major agitació de la gent es van crear més clans; aquests eren aliens als tivs i una alteració radical de la societat que havien conegut.I encara més, algunes de les persones elegides com els primers caps de clans a la terra tiv eren autocràtics, corruptes i opressius. El poble tiv no havia conegut aquest tipus de lideratge abans. El que més es va acostar a això en els temps pre-colonials va ser l' Ator-Agbande, però aquesta organització no tenia poders executius i el seu poder provenia de la seva riquesa i posició, sense poder imposar la seva voluntat a la gent. Els caps de clan britànics, amb el suport de la policia, podien exercir els seus poders sobre el poble. Entre els més opressius van destacar (segons consta en els registres colonials) Ugba de Ugondo, Moji de Kunav, Abagi de Shangev-Tiev, Abuul Benga de Ukan, Chia de Mbagen, Kibough de Mbakor i Aba de Shitile.
La britànics van continuar treballant en aquest model, però els caps dels clans experimentats com Jato Aka de Turan i Mkovor Jagera d'Ipav van estar entre els primers a demanar un rei tiv. No volen estar per sempre sota oficials de Districte (DO) o oficials auxiliars de districte (OAD) que eren britànics (i posteriorment hausses). Existia la creença general entre els tiv que serien tractats millor pels britànics si tenien un governant-emir -Tor Tiv- per parlar per a ells i per ells. La majoria dels tivs que van participar en la segona gerra mundial i van retornar a les seves llars, van afavorir la formació de la institució de Tor Tiv, institució que van defensar de manera contundent, cosa que va ajudar a la seva creació. Aquests tiv que mai havien lluitat al seu país de naixement, van disparar els seus primers trets a l'Índia o Etiòpia (on van combatre els italians que havien annexat el país); una part dels tiv combatents va morir a la guerra però molts altres van tornar i es van afegir amb veus enèrgiques la incipient agitació de Jato Aka de Turan i altres caps tivs, en favor del nomenament d'un rei tiv.
Els britànics havien fet un munt de canvis positius significatius per perfeccionar el model administratiu que havien creat. Per exemple, havien creat zones intermèdies reunint clans estretament relacionats, i s'havien tornat més curós en la selecció dels caps de clan. Les zones intermèdies creades llavors foren Ukum, Shitile, Ugondo, Ikyurav-Tiev (amb seu a Sankera), Jemgbar (amb seu a Ambor si bé més tard es va traslladar a Ambighir), Jechira (amb seu a Vandeikya), Kwande (amb seu a Manor), i Ihyarev Masev/Nongov (amb seu a Ibinsi). Les zones intermèdies es van fer càrrec dels clans de la zona i els principals caps de clan (anomenats Uter o Pares) els van administrar. Cada zona tenia un Do o Ado designat pel govern per supervisar les activitats. Fins al 1933, tots els tiv estaven subjectes administrativament a una divisió amb seu a Gboko, però el líder de la divisió era un britànic. El governant britànic de Gboko, sovint convidava els majors caps dels clans tivs a la seva residència per discutir els problemes de la terra.
El ex militars tivs com Emberga Samu, Igyuse Doki, Ula Lisa, Makondo Igbon, Gon Giri i altres van tornar de la guerra i es va decantar per la instal·lació d'un Tor Tiv o rei; a ells es van unir elits tiv com Oradi Ugba i Iyorkyaa Ako, tots d'acord en demanat un rei tiv (o Tor tiv). Finalment el 1946, Maquir Dzakpe un militar retirat, que després de 18 anys a l'exèrcit s'havia retirat a treballar com a agent de policia i presons per l'autoritat nativa tiv, va ser escollit pels britànics com a primer Tor tiv.
Després de Dzakpe, els tiv han tingut quatre governants tradicionals. Quan Dzape va morir el 1956, Gondu Aluor va ser triat com a successor en el càrrec (1956-1978); després d'Aluor, fou James Akperan Orshi (1979-1990); i el darrer fins a la data fou Akawe Torkula 

## Bandera tiv
La bandera tiv és de franges negres (8) i blanques (7), documentada en algunes fotos; una bandera de tres franges, verdes la superior i inferior i la central amb 7 estretes franges negres i sis blanques, correspondria a la Mutual Union of Tiv in America segons el seu segell, però és possible que el verd hi figuri no pas per ser part dels colors tiv, sinó per ser el color de Nigèria. Les franges negres i blanques s'utilitzen en els barrets i vestits dels tivs i el nombre de franges no seria important.